# 紫外灾变
紫外灾变（英語：ultraviolet catastrophe），也被稱為瑞利-金斯災變，指的是19世紀末/20世紀初，科學家面對黑體輻射問題，透過以古典物理學為背景之瑞利-金斯定律，來计算黑体辐射强度與能量之間關係，卻發現以古典物理學理論所計算之黑體輻射強度會隨辐射频率上昇，而趋向于放出无穷大之能量，其結果與实验数据无法吻合的歷史事件。
紫外災變這一名詞在1911年首次被保羅·埃倫費斯特使用，但其概念是源自於1900年所推導的瑞利-金斯定律。

## 背景
19世纪，由于冶金以及照明设备制造等的需要，人们急需找到黑体辐射强度和辐射频率的关系。1889年卢默与海因里希·鲁本斯通过研究空腔辐射得出了黑体辐射光谱的实验数据。但是，单使用实验数据找对应点的方法十分不便，于是，人们开始了寻找一般的公式。
1900年，瑞利根据经典统计力学推出了一个公式，1905年，金斯修正了瑞利辐射公式中的一个数值错误，以后，此公式被称为瑞利-金斯定律。
瑞利－金斯公式：
{\displaystyle w(\nu ,T)dv={\frac {8\pi \nu ^{2}}{c^{3}}}kTdv}
其中，{\displaystyle w(\nu ,T)}为辐射的能量密度，k是玻尔兹曼常数，c为真空中的光速，T是热力学温度。可以看出，{\displaystyle w}在ν趋向于无穷大时趋向于无穷大，这与实验数据相违背。1911年，奥地利物理学家埃伦费斯特用“紫外灾变”来形容经典理论的困境。
开尔文在一次演讲中说道：“动力学理论断言，热和光都是运动的方式。但现在这一理论的优美性和明晰性却被两朵乌云遮蔽，显得黯然失色了......(The beauty and clearness of the dynamical theory, which asserts heat and light to be modes of motion, is at present obscured by two clouds)”其中的一朵“乌云”指的是能量均分定理，而瑞利－金斯公式的導引涉及到能量均分定理。:9

## 解决
1900年，德国物理学者馬克斯·普朗克提出新公式以改进维恩定律（描述黑体辐射的另一公式），实际上解决了这一问题。
1905年，阿尔伯特·爱因斯坦通过假设普朗克量子是真实的物理粒子（即我们现在所说的光子，而不仅仅是数学虚构），从物理上解决了这个问题。他们按照玻尔兹曼的方式将统计力学修改为光子集合。爱因斯坦的光子具有与其频率成正比的能量，并解释了未发表的斯托克斯定律和光电效应。 诺贝尔物理学奖委员会在决定将1921 年度的诺贝尔奖授予爱因斯坦时，特别引用了这一已发表的假设。